# Bistum Moramanga
Das Bistum Moramanga (lat.: Dioecesis Moramanganus) ist eine in Madagaskar gelegene römisch-katholische Diözese mit Sitz in Moramanga.

## Geschichte
Das Bistum Moramanga wurde am 13. Mai 2006 durch Papst Benedikt XVI. mit der Apostolischen Konstitution Cum esset aus Gebietsabtretungen des Bistums Ambatondrazaka errichtet und dem Erzbistum Antananarivo als Suffraganbistum unterstellt.
Am 26. Februar 2010 wurde das Bistum Moramanga dem Erzbistum Toamasina als Suffraganbistum unterstellt.

## Bischöfe von
- Gaetano Di Pierro SCJ, 2006–2018, dann Bischof von Farafangana
- Rosario Saro Vella SDB, seit 2019